# Їв Окде
Їв Окде (фр. Yves Hocdé, 29 квітня 1973) — французький академічний веслувальник.
Олімпійський чемпіон 2000 року в складі розпашної четвірки без стернового легкої ваги.
Чемпіон світу 2001 року в складі вісімки легкої ваги.